# 후지노정
후지노정(일본어: 藤野町)은 일본 가나가와현 쓰쿠이군에 있던 정이다. 현의 북서단에 위치하며, 2007년 3월 11일 사가미하라 시에 편입되었다. 정령 지정도시로의 이행에 의해 2010년 4월부터는 사가미하라시 미도리구의 일부가 되었다.
옛날에는 고슈 가도의 역참 마을로서 번창했다. 예술의 마을을 표방하며 각종 예술 진흥에 힘썼다. 
쓰쿠이군 시로야마정, 사가미하라시와의 합병협의에 대해서는 사가미하라시를 참조하기 바란다.

## 연혁
- 1889년 4월 1일 - 가나가와현 쓰쿠이군 오부치촌, 사와이촌, 히쓰레촌, 나쿠라촌, 마키노촌, 사노가와촌이 성립하였다.
- 1913년 4월 1일 - 요시노 역이 요시노촌으로 개칭하였다.
- 1954년 7월 15일 - 요시노정에 오부치촌·사와이촌을 편입하였다.
- 1955년 7월 20일 - 요시노정과 히쓰레촌·나쿠라촌·마키노촌·사노가와촌과 합병해, 후지노정이 되었다.
- 2007년 3월 11일 - 시로야마정과 함께 사가미하라시에 편입되어 사가미하라시 후지노초가 되어, 지역 자치구가 2011년 3월 31일까지 설치되었다.
- 2010년 4월 1일 - 사가미하라시가 정령 지정 도시로 이행해, 쓰쿠이 지역의 행정구는 미도리구가 되어, 주소에서 「쓰쿠이초」의 표기가 제외된다.(사가미하라시 쓰쿠이초○○→사가미하라시 미도리구○○)

## 교통

### 철도
- 동일본 여객철도 주오 본선

### 도로
- 주오 고속도로
- 국도 제20호선

## 참고 문헌
- 角川日本地名大辞典編纂委員会,『角川日本地名大辞典 神奈川県』1984, 角川書店